# Псалмодий
Псальмодий (умер в 690 году) — отшельник Лиможский. Дни памяти — 8 марта, 13 июня, 14 июня, 15 июня, 6 августа, 6 октября, 24 ноября.
Святой Псалмодий (Psalmodius), или Псалмет (Psalmet), или Соман (Sauman), или Сомей (Saumay), уроженец Ирландии или Шотландии, был учеником св. Брендана. Около 630 года он последовал совету св. Брендана и отправился во Францию, где стал жить отшельником в лесу Гри (Grie) неподалёку от Лиможа. Во Франции он стал окормляться у св. Леонтия из Сента (Leontius of Saintes), который помогал ему в совершенствовании христианских добродетелей. Его мощи почивают в серебряной раке в коллегиальной церкви св. Агапота (Agapotus) в Лангедоке.